# Finnhustjärnarna (Frostvikens socken, Jämtland, 715989-143042)
Finnhustjärnarna är en sjö i Strömsunds kommun i Jämtland och ingår i Ångermanälvens huvudavrinningsområde. Sjön har en area på 0,0846 kvadratkilometer och ligger 712,1 meter över havet.

## Delavrinningsområde
Finnhustjärnarna ingår i det delavrinningsområde (716004-143064) som SMHI kallar för Mynnar i Finnhusbäcken. Medelhöjden är 741 meter över havet och ytan är 2,64 kvadratkilometer. Det finns inga avrinningsområden uppströms utan avrinningsområdet är högsta punkten. Vattendraget som avvattnar avrinningsområdet har biflödesordning 5, vilket innebär att vattnet flödar genom totalt 5 vattendrag innan det når havet efter 326 kilometer. Avrinningsområdet består mestadels av skog (18 procent) och kalfjäll (77 procent). Avrinningsområdet har 0,14 kvadratkilometer vattenytor vilket ger det en sjöprocent på 5,2 procent.